# No More
"No More" er en stille ballade med Elvis Presley. Den er en komposition af Don Robertson og Hal Blair.
"No More" blev indspillet hos Radio Recorders i Hollywood den 21. marts 1961 og blev anvendt i filmen Blue Hawaii med Elvis Presley i hovedrollen og blev udgivet på soundtracket fra filmen, som kom på en LP med titlen Blue Hawaii.
Presley lavede senere en koncertoptagelse af "No More". Det var i H. I. C. Arena i Honolulu på Hawaii den 14. januar 1973 og den blev efter Elvis' død udsendt på albummet Mahalo From Elvis i juli 1978. 
"No More" er baseret på den gamle spanske sang "La Paloma" (duen), som i 1855 blev komponeret af Sebastián Yradier, der var student ved musikkonservatoriet i Madrid, og som første gang publicerede sangen i 1859.
"La Paloma" blev første gang indspillet på plade i 1899. Det var en opførelse af det spanske orkester 'Republikanergardens Musikkorps'.